# Crasna (Gorj)
Crasna é uma comuna romena localizada no distrito de Gorj, na região de Oltênia. A comuna possui uma área de 209.08 km² e sua população era de 5276 habitantes segundo o censo de 2007.